# Eahpárusrivier
Eahpárusrivier (Eahpárusjåkka/johka) is een rivier die stroomt in de Zweedse  gemeente Kiruna. De rivier ontstaat op de oosthelling van de West Čeamiberg, niet ver vanaf de plaats waar de West Čeamirivier ontstaat. De Eahpárusrivier stroomt naar het noorden en belandt al na twee kilometer in de Kuolpanrivier.
Afwatering: Eahpárusrivier → Kuolpanrivier → Rautasrivier → Torne → Botnische Golf